# Canton de Toucy
Le canton de Toucy est une division administrative française du département de l'Yonne.

## Composition
| Nom                   | Code Insee | Intercommunalité       | Superficie (km2) | Population (dernière pop. légale) | Densité (hab./km2) |
| --------------------- | ---------- | ---------------------- | ---------------- | --------------------------------- | ------------------ |
| Toucy (chef-lieu)     | 89419      | CC de Puisaye-Forterre | 34,85            | 2 748 (2014)                      | 79                 |
| Beauvoir              | 89033      | CC de Puisaye-Forterre | 6,72             | 374 (2014)                        | 56                 |
| Diges                 | 89139      | CC de Puisaye-Forterre | 35,84            | 1 148 (2014)                      | 32                 |
| Dracy                 | 89147      | CC de Puisaye-Forterre | 21,86            | 223 (2014)                        | 10                 |
| Égleny                | 89150      | CC de Puisaye-Forterre | 8,02             | 456 (2014)                        | 57                 |
| Fontaines             | 89173      | CC de Puisaye-Forterre | 25,18            | 471 (2014)                        | 19                 |
| Lalande               | 89217      | CC de Puisaye-Forterre | 10,13            | 133 (2014)                        | 13                 |
| Leugny                | 89221      | CC de Puisaye-Forterre | 13,34            | 357 (2014)                        | 27                 |
| Levis                 | 89222      | CC de Puisaye-Forterre | 12,08            | 236 (2014)                        | 20                 |
| Lindry                | 89228      | CA de l'Auxerrois      | 15,23            | 1 386 (2014)                      | 91                 |
| Moulins-sur-Ouanne    | 89272      | CC de Puisaye-Forterre | 10,19            | 302 (2014)                        | 30                 |
| Parly                 | 89286      | CC de Puisaye-Forterre | 20,77            | 798 (2014)                        | 38                 |
| Pourrain              | 89311      | CC de Puisaye-Forterre | 23,84            | 1 434 (2014)                      | 60                 |
| Villiers-Saint-Benoît | 89472      | CC de Puisaye-Forterre | 34,04            | 516 (2014)                        | 15                 |

## Représentation

### Conseillers généraux de 1833 à 2015
| 1833 | 1842         | Comte Léon Amable de Perthuis de Laillevault |                       | Colonel d'état-major Officier d'ordonnance du roi Louis-Philippe Ier                                      |  |  |  |  |
| 1842 | 1861 (décès) | Guy Adolphe Arrault                          |                       | Métallurgiste et minéralogiste Maire de Toucy (1848-1860), conseiller d'arrondissement                    |  |  |  |  |
| 1861 | 1870         | Germain Rampont-Léchin                       | Républicain           | Propriétaire, médecin à Leugny Député (1848-1849, 1869-1870 et 1871-1876) Sénateur inamovible (1875-1888) |  |  |  |  |
| 1870 | 1877         | François Philbert Paqueau                    |                       | Docteur en médecine Maire de Toucy, conseiller d'arrondissement                                           |  |  |  |  |
| 1877 | 1885 (décès) | Hippolyte Ribière                            | Gauche républicaine   | Avocat à Auxerre Préfet de l'Yonne (1870-1873) Sénateur (1876-1885)                                       |  |  |  |  |
| 1885 | 1886 (décès) | Paul Bert                                    | Républicain           | Docteur en médecine et en sciences naturelles Député (1872-1886)                                          |  |  |  |  |
| 1887 | 1922 (décès) | Marcel Ribière (fils d'Hippolyte Ribière)    | Républicain puis Rad. | Avocat, conseiller d'État Maire d'Auxerre (1894-1895) Député (1906-1913) Sénateur (1913-1922)             |  |  |  |  |
| 1922 | 1940         | Roger Ribière (1885-1964, fils du précédent) | Rad.                  | Docteur en droit, inspecteur des finances, directeur du Crédit national                                   |  |  |  |  |
|      |              |                                              |                       | |  |  |  |  |
| 1945 | 1970         | Paul Arrighi                                 | Rad.                  | Avocat Maire de Moulins-sur-Ouanne (1936-1976) Président du conseil général (1958-1970) Député (1945)     |  |  |  |  |
| 1970 | 1982         | Jean Poindron (1911-1982)                    | RI puis UDF-PR        | Agriculteur retraité Maire de Pourrain                                                                    |  |  |  |  |
| 1982 | 1999 (décès) | Simone Goussard (1919-1999)                  | UDF                   | Assistante sociale agricole Maire de Toucy (1977-1989)                                                    |  |  |  |  |
| 1999 | 2015         | Pascal Bourgeois                             | DL puis UMP           | Chef d'entreprise à Toucy Vice-président du conseil général Élu en 2015 dans le canton de Cœur de Puisaye |  |  |  |  |

### Conseillers d'arrondissement (de 1833 à 1940)
| Période                                  | Période      | Identité                          | Étiquette   | Qualité |
| ---------------------------------------- | ------------ | --------------------------------- | ----------- | --- |
| 1833                                     | 1839         | Edmé Denis Lechin (1783-1861)     |             | Médecin, maire de Leugny                                                                                    |
| 1839                                     | 1842         | Guy Adolphe Arrault               |             | Métallurgiste et minéralogiste, directeur des mines d'or, maire de Toucy                                    |
| 1842                                     | 1852         | Charles Gabriel Marey (1807-1859) |             | Juge de paix à Toucy                                                                                        |
| 1852                                     | 1861         | Étienne Lavollée (1794-1882)      |             | Juge de paix, maire de Toucy                                                                                |
| 1861                                     | 1867         | Hippolyte Ribière                 | Républicain | Avocat à Auxerre Nommé Préfet de l'Yonne en 1870                                                            |
| 1867                                     | 1870         | François Philbert Paqueau         |             | Docteur en médecine, maire de Toucy, propriétaire à Auxerre                                                 |
| 1870                                     | 1887 (décès) | Alexandre Amable Amant Lechiche   |             | Propriétaire à Diges                                                                                        |
| 1887                                     | 1895         | Germain Désiré Pillon (1823-1907) |             | Marchand de bois, propriétaire à Fontaines, Moulins-sur-Ouanne                                              |
| 1895                                     | 1919 (décès) | Laurent Paul Defrance (1852-1919) |             | Pharmacien, maire de Toucy (1892-1919)                                                                      |
| 1919                                     | 1940         | Charles Narjoux (1856-1942)       |             | Négociant, maire de Toucy (1919-1942)                                                                       |
| Les données manquantes sont à compléter. |              |                                   |             | |
| 1940                                     |              |                                   |             | Les conseils d'arrondissement ont été suspendus par la loi du 12 octobre 1940 et n'ont jamais été réactivés |

## Démographie
| 1962  | 1968  | 1975  | 1982  | 1990  | 1999  | 2006  | 2011   | 2012   |
| ----- | ----- | ----- | ----- | ----- | ----- | ----- | ------ | ------ |
| 8 402 | 8 127 | 7 860 | 8 514 | 8 912 | 9 298 | 9 979 | 10 504 | 10 534 |